# (750) Oskar

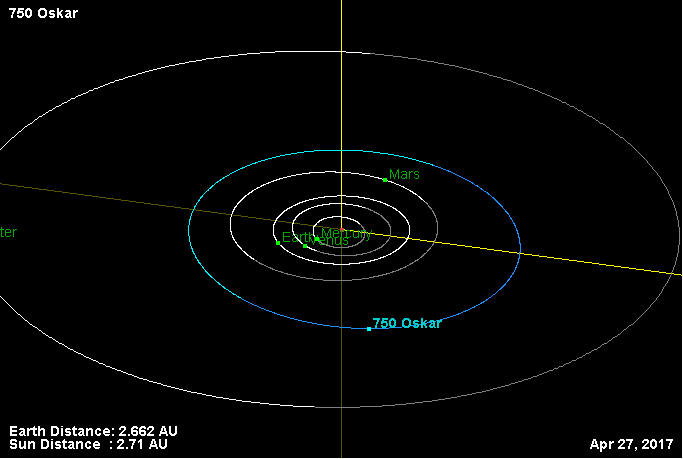
Planetoida Oskar w układzie słonecznym

(750) Oskar – planetoida z pasa głównego asteroid okrążająca Słońce w ciągu 3 lat i 301 dni w średniej odległości 2,44 au. Została odkryta 28 kwietnia 1913 roku w Obserwatorium Uniwersyteckim w Wiedniu przez Johanna Palisę. Nazwa pochodzi prawdopodobnie od Oskara Rubena von Rothschilda (1888–1909), najmłodszego syna
barona Alberta von Rothschilda. Przed nadaniem nazwy planetoida nosiła oznaczenie tymczasowe (750) 1913 RG.